# ساول مونتانا
ساول مونتانا (بالإسبانية: Saul Montana)‏ مواليد 23 نوفمبر 1970 في أكابولكو، ولاية غيريرو، المكسيك، هو ملاكم مكسيكي يصنف ضمن فئة الوزن الثقيل بدأ مسيرته الاحترافية سنة 1988.

## إحصائيات
خاض خلال مسيرته 66 نزالا، فاز في 51 ولم يتعادل وخسر في 15. فاز بالضربة القاضية في 45 نزالا.

## روابط خارجية
- ساول مونتانا على موقع بوكس ريك (الإنجليزية) (registration required)